# Marie von Oranien-Nassau (1841–1910)

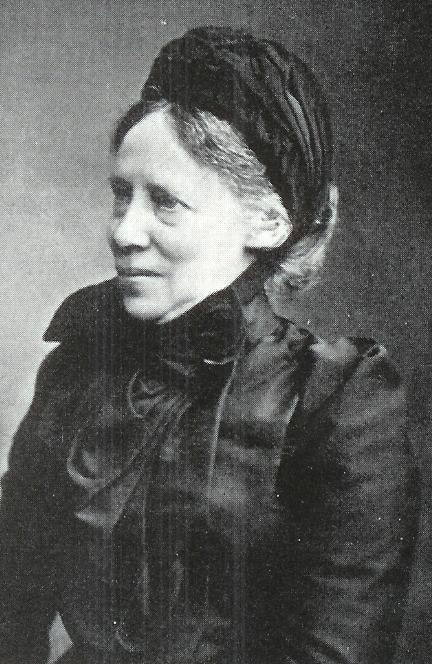
Marie von Oranien-Nassau

Standarte

Wilhelmina Frederika Anna Elisabeth Maria Fürstin zu Wied, Prinzessin der Niederlande, Prinzessin von Oranien-Nassau, genannt Marie (* 5. Juli 1841 in Huize De Paauw, Wassenaar; † 22. Juni 1910 in Neuwied), war die zweite Tochter von Prinz Friedrich der Niederlande und seiner Gemahlin Louise von Preußen. Ihre Eltern waren Cousins.

## Leben
Prinzessin Marie litt in ihrer Jugend an Hörproblemen und war wie ihre Schwester Luise keine Schönheit. Ihre Eltern hofften auf eine Heirat mit dem britischen Kronprinzen Eduard VII. Dessen Mutter, Königin Victoria, war anfangs für die Heirat. Als sie Marie aber zum ersten Mal sah, nahm sie von den Plänen Abstand. Andererseits meinten einige Zeitgenossen, dass sie ein einnehmendes und gleichzeitig königliches Verhalten hatte.
Am 18. Juli 1871, für damalige Verhältnisse sehr spät, heiratete sie Fürst Wilhelm zu Wied. Das Paar hatte sechs Kinder, darunter Wilhelm, der sechs Monate Fürst von Albanien war. Marie und Wilhelm lebten in Deutschland auf dem rheinischen Familiensitz Schloss Neuwied. 1870 erbte Marie von ihrer Mutter deren Sommersitz Schloss Schildau im niederschlesischen Hirschberger Tal, das sie 1906 umfassend restaurieren ließ und 1908 verkaufte. Nach dem Tod ihres Vaters 1881 erbte sie die Standesherrschaft Muskau, die sie 1883 verkaufte, sowie ihr Geburtshaus, das Huize De Paauw in Wassenaar, wozu auch der ehemalige Pavillon Von Wied in Scheveningen gehörte.

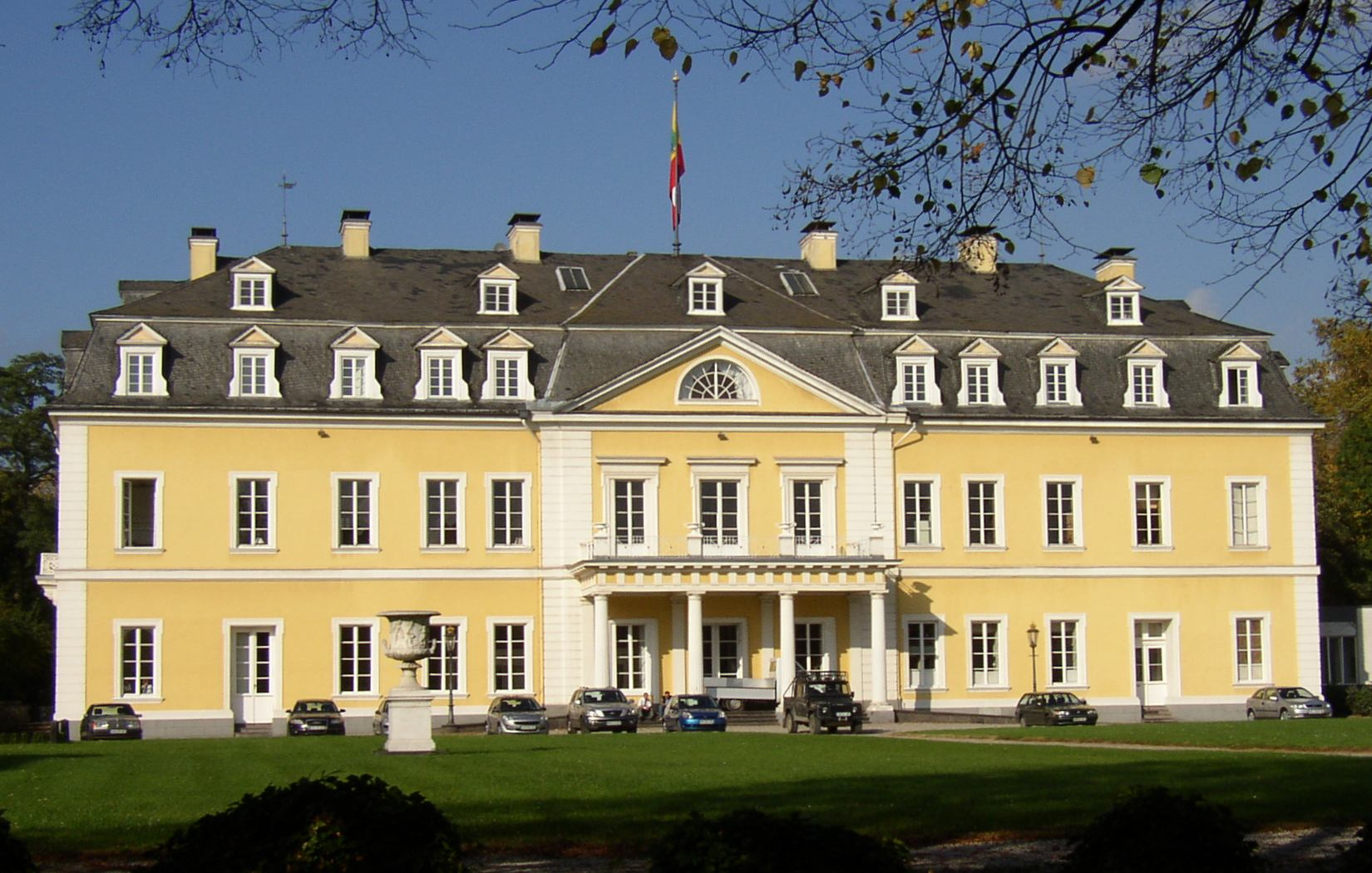
Schloss Neuwied

In ihrer Kindheit gab es zahlreiche Mitglieder des Hauses Oranien-Nassau; am Ende ihres Lebens war die Familie jedoch sehr klein geworden und Marie sah Chancen, dass ihre Familie die niederländische Thronfolge antreten könnte. Als 1907 die Flaggen und Wappen des Niederländischen Königshauses neu geregelt wurden, befasste sich ein Abschnitt auch mit Prinzessin Marie. 1909 aber wurde das Erbe der Dynastie durch die Geburt der Prinzessin Juliana gesichert. 1910 verkaufte Marie ihren niederländischen Besitz.
Marie war das letzte lebende Mitglied des Hauses Oranien neben Königin Wilhelmina und Kronprinzessin Juliana, deren Patin sie war.

## Kinder

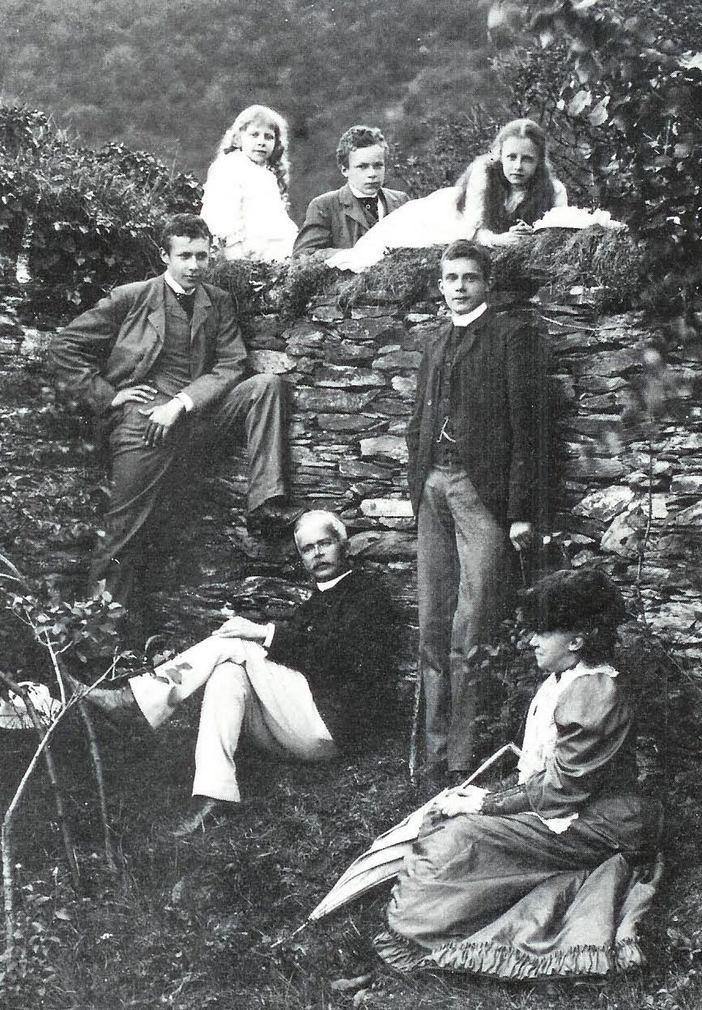
Marie mit ihrem Mann und ihren Kindern

Marie und Wilhelm hatten sechs Kinder:
- Friedrich (1872–1945), sechster Fürst von Wied, heiratet Pauline von Württemberg, Tochter von Wilhelm II. von Württemberg
- Alexander (1874–1877)
- Wilhelm (1876–1945), Fürst von Albanien
- Viktor (1877–1946)
- Luise (1880–1965)
- Elisabeth (1883–1938)

## Straßen
In Erinnerung an Marie wurden in mehreren niederländischen Orten Straßen nach ihm benannt. Zum Beispiel gibt es in Baarn, Amersfoort, Bussum und Wassenaar eine Prinzessin Marielaan und in Den Haag eine Prinzessin Mariestraat.

## Orden
Im 19. Jahrhundert wurden Damen noch nicht in die niederländischen Ritterorden aufgenommen. Am 19. März 1905 verlieh Königin Wilhelmina ihrer Cousine zweiten Grades, der seinerzeit einzigen Prinzessin der Niederlande, das Großkreuz des Oranienordens.